# Темні уми
«Темні розуми» або «Темні уми» (англ. The Darkest Minds) — науково-фантастичний трилер від режисерки Дженіфер Ю, де головна героїня – 16-річна дівчина на ім’я Рубі (Амандла Стенберг) виявляє у себе надприродні здібності, гуртує навколо себе схожих підлітків, щоби разом урятувати світ від панування злочинної влади. 
Науково-фантастичний трилер «Темні розуми» знято за однойменною книгою для підлітків. Роман Александри Брекен, що ліг в основу сюжету, був виданий у 2012 році. Режисеркою фільму стала Дженніфер Ю, яка зняла другу та третю частини мультфільму «Кунг-фу Панда». Адаптацію сценарію здійснив Чад Ходж, який має великий досвід із написання сюжетних ліній для американських телесеріалів.

## Сюжет
Раптова хвороба вбиває більше 90% дітей молодших 18 років по всьому світу. Ті, що виживають, отримають надприродні здібності. Як наслідок, уряди країн світу збирають дітей, що вижили, у спеціалізованому таборі, де їх намагаються вилікувати від їхньої "хвороби", розділяючи на класи відповідно до їхніх здібностей. 
Головна героїня фільму Рубі у 10 років внаслідок описаної вище хвороби отримує надзвичайні здібності. Вона випадково стирає мамі усі спогади про себе. Внаслідок цього батьки відсилають її у спеціалізований табір для таких дітей. Рубі класифікують до «оранжевих» — класу дітей із найбільш небезпечними здібностями. Рубі вдається пристати до підпільної групи підлітків, які втікають з табору і беруть долю людства і свого майбутнього у власні руки.

## Касові збори
Фільм провалився в американському кінопрокаті, зібравши менше 3 млн. дол. за перші вихідні на більш ніж 3000 кіноекранах. Він посів 8-ме місце у загальнонаціональному прокаті та здобув 11 місце серед фільмів, які зібрали найменше грошей на 3000+ кіноекранах. В Україні фільм зібрав 260 409 доларів.

## Критика
На агрегаторі відгуків "Гнилі помідори" (Rotten Tomatoes) стрічка отримала низькі 18% позитивних відгуків серед 114 оглядів. Середній бал склав 4.1 із 10.